# Sizun
Sizun är en kommun i departementet Finistère i regionen Bretagne i västra Frankrike. Kommunen ligger i kantonen Sizun som tillhör arrondissementet Morlaix. År 2022 hade Sizun 2 334 invånare.

## Befolkningsutveckling
Antalet invånare i kommunen Sizun
Referens:INSEE